# Dagobert I
Dagobert I (född cirka 603, död 19 januari 639) frankisk merovingisk kung 629–639.

## Biografi
Som son till Chlothar II blev Dagobert kung över östra Austrasien 622, hela Austrasien 625 och vid faderns död 628, kung över hela frankerriket, utom Akvitanien, som lämnades till brodern Charibert. 632 hade han lagt Bourgogne och Akvitanien under sig och därmed blivit den mäktigaste merovingiske kungen någonsin och den mest vördade härskaren i väst. Han gifte om sig fem gånger.
Dagobert I var den siste någorlunda självständigt regerande frankerkungen. Han hade dock svårt att hålla ute inflytandet från sina främsta rådgivare Pippin av Landen och Arnulf av Metz. Dagobert stred under sin regeringstid mot slaverna, bulgarerna och olika tyska stammar.
Som kung gjorde Dagobert Paris till sin huvudstad och han lät uppföra slottet Burg Meersburg i Meersburg som fortfarande är Tysklands äldsta ännu bebodda slott. Dagobert var mycket religiös och lät uppföra basilikan Saint-Denis vid ett benediktinerkloster i Paris.
Dagobert var den siste merovingiske kungen med någon verklig makt. 632 revolterade adeln under ledning av Pippin av Landen, maior domus i Akvitanien, och Dagobert blev tvungen att tillmötesgå de upproriska genom att tillsätta sin treårige son Sigibert III på den akvitanska tronen, vilket i praktiken, om än inte nominellt, innebar att han överlät sin kungliga makt.
Utvecklingen fortsatte i denna riktning under seklet som följde till dess Pippin den lille till slut störtade den siste merovingiske kungen 751 och själv blev den förste karolingiske kungen. De merovingiska barnkungarna var innan dess marionettkungar som ärvde tronen som minderåriga och bara levde tillräckligt länge för att producera en manlig avkomma. Den verkliga makten i det feodala riket låg istället hos adliga familjer.
Vid Dagoberts död 639 lät han sig som förste kung begravas i Klosterkyrkan Saint-Denis och hans son Klodvig II övertog resten av Frankerriket fem år gammal.

## Bildgalleri

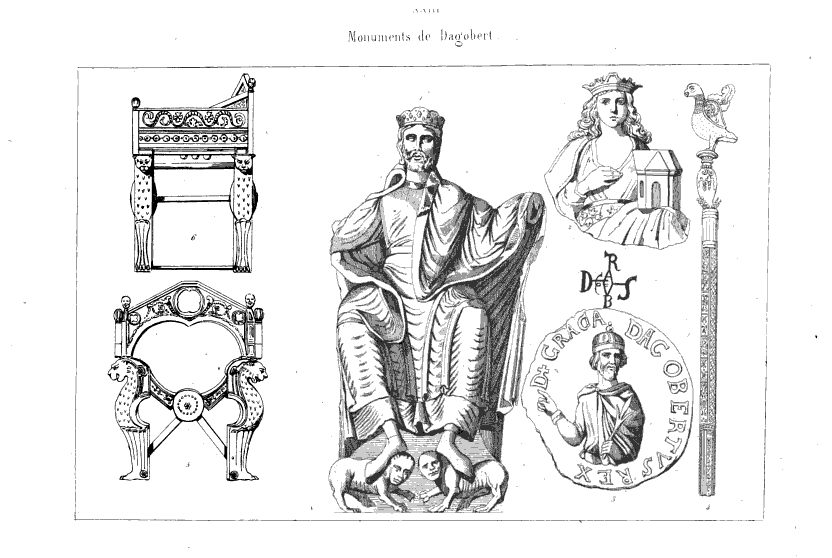
Abel Hugo France historique et monumentale (1837).